# Constitutions de l'Allemagne de l'Est
Les constitutions de l’Allemagne de l’Est consacraient formellement les libertés fondamentales et la démocratie, mais n’ont jamais reflété la réalité de la République démocratique allemande et de la dictature du Parti socialiste unifié (SED). Elles ont au contraire servi, par une interprétation arbitraire, de fondement et de légitimation au régime de répression. Elles reflétaient les variations tout au long des quarante ans d’histoire du régime entre les ébauches de libéralisations et les nouvelles restrictions, ainsi que le rapprochement de l’Allemagne de l’Ouest et le séparatisme.
La RDA a connu trois constitutions : 
- une première promulguée en octobre 1949, inspirée de la constitution de Weimar au point de faire du nouvel État une république fédérale et démocratique ;
- une deuxième constitution, dite socialiste, adoptée en 1968 pour mieux refléter la réalité du régime ;
- une troisième qui fut en réalité une nouvelle version de la constitution de 1968, et qui fut promulguée en 1974.

## Textes

### La constitution de 1949
La constitution du 7 octobre 1949 était largement inspirée du projet rédigé en septembre 1946 par le SED pour une Allemagne unie, avant que l’Union soviétique ne se résolût à créer un État socialiste dans sa zone d’occupation. Elle représentait un compromis pouvant servir soit à l’édification d’un système socialiste, soit la réunification de l’Allemagne dans un système occidental de démocratie parlementaire, et se rapprochait par de nombreux traits de la constitution de Weimar et de la constitution ouest-allemande adoptée quelques mois auparavant.
Elle instituait deux assemblées, la Chambre du peuple (Volkskammer) et la Chambre des Länder (Länderkammer). Le pouvoir législatif relevait essentiellement de la Chambre du peuple ; la Chambre des Länder, dont le rôle était plus réduit que le Bundesrat ouest-allemand, pouvait cependant présenter des projets de loi. Les quatre cents membres de la Chambre du peuple devaient être élus au suffrage universel, égal et secret au scrutin proportionnel plurinominal (art. 51).
Tous les partis disposant d’au moins quarante sièges à la Chambre du peuple (10 %) avaient droit d’être représentés au gouvernement (art. 92). Le ministre-président (Ministerpräsident), chef de gouvernement, était désigné par le groupe le plus nombreux de la Chambre du peuple et responsable devant elle.
Le président de la République (Präsident der Republik), chef de l’État, était, comme son homologue ouest-allemand, doté de pouvoirs limités. Il pouvait être destitué par les deux assemblées à la majorité des deux tiers.
La constitution reconnaissait un certain nombre de droits fondamentaux essentiels à l’État de droit, notamment le droit de grève (art. 14) et le droit à l’émigration (art. 10), et garantissait formellement que la souveraineté émanait du peuple. Elle n’établissait cependant aucun juge constitutionnel réellement indépendant, permettant aux autorités d’ignorer la plupart de ses dispositions et de mettre en place un ordre politique contrôlé par le SED.
La constitution de 1949 fut en vigueur pendant dix-huit ans et connut plusieurs importantes révisions :
- En août 1950, les Landtage furent abolis et l’élection des membres de la Chambre du peuple fut placée sous l’encadrement du Front national de l’Allemagne démocratique, entité regroupant tous les partis politiques et organisations de masse.
- En 1952, les cinq Länder furent supprimés et remplacés par quinze districts, Bezirke, dépendant du pouvoir central ; la transformation de Berlin-Est en district ne fut pas acceptée par les États-Unis, la France et le Royaume-Uni. La Chambre des Länder ne fut formellement dissoute qu’en décembre 1958.
- En mars 1954, l’Union soviétique ayant accordé la souveraineté à la RDA, une révision définit les contours de la souveraineté et les principes d’une structure militaire formelle, et le service militaire obligatoire fut introduit en 1955.
- Après la mort de Wilhelm Pieck en 1960, la fonction de président de la République fut abolie et remplacée par un Conseil d’État (Staatsrat), direction collégiale dont Walter Ulbricht, premier secrétaire du SED, prit la présidence.

### La constitution de 1968
Lors du VIIe congrès du SED en avril 1967, Walter Ulbricht appela à l’adoption d’une nouvelle constitution au motif que le texte en vigueur ne reflétait plus « les relations entre la société socialiste et le niveau actuel de développement historique » et qu’il fallait consacrer le rôle de l’État comme instrument du Parti pour la réalisation du socialisme et plus tard du communisme. Une commission de la Chambre du peuple fut chargée en décembre de rédiger le projet d’une nouvelle constitution ; elle adopta deux mois plus tard un texte qui fut soumis à plébiscite le 6 avril et approuvé par 94,5 % des voix, et entra en vigueur le 9 avril.
La constitution du 9 avril 1968 intégrait tous les changements constitutionnels opérés depuis 1949 dans un nouveau cadre se référant au socialisme. L’article 1, qui mentionnait auparavant une « république démocratique », reçut une nouvelle rédaction : « La République démocratique allemande est un État socialiste de la nation allemande. Elle est l’organisation politique des travailleurs de la ville et de la campagne sous la direction de la classe ouvrière et de son parti marxiste-léniniste ». Alors que la constitution de 1949 disposait que le pouvoir émanait du « peuple », l’article 2 du nouveau texte en proclamait la source dans le « peuple travailleur ».
Elle réduisait certains droits reconnus dans la précédente constitution, qu’elle liait à des « devoirs correspondants » (art. 21) ; l’article 20, adopté sous la pression des Églises, proclamait toutefois la liberté de conscience et de croyance. L’article 6 signalait l’adhésion aux « principes du socialisme international » et l’importance des « liens fraternels » avec l’Union soviétique. L’article 9 plaçait de la « propriété socialiste des moyens de production » au centre du système économique, et l’article 47 faisait du centralisme démocratique le principe essentiel de la construction de l’État socialiste.

### La constitution de 1974
L’arrivée au pouvoir d’Erich Honecker en mai 1971 et la reconnaissance diplomatique croissante mena le régime, malgré le réchauffement des liens avec l’Ouest, à abandonner l’idée que la République démocratique allemande faisait partie de la nation allemande et à adopter une politique de « séparation » (Abgrenzung) visant à créer une identité nationale propre à la RDA. La Chambre du peuple adopta le 27 novembre 1974 une nouvelle version de la constitution de 1968, qui fut à nouveau promulguée sous cette forme le 7 octobre[Quoi ?]. Le nouveau texte abandonnait la référence à un « État socialiste de la nation allemande », et son article premier proclamait un « État socialiste d’ouvriers et de paysans. » Il insistait également sur la solidarité avec l’Union soviétique.

### Le projet constitutionnel de 1990
En avril 1990, un forum nommé la Table ronde (Runder Tisch) développa le projet d’une nouvelle constitution qui refléterait le tournant démocratique que connaissait le pays depuis la chute du mur de Berlin. Cependant, la nouvelle Chambre du peuple, issue des premières (et dernières) élections libres de RDA, engagea le processus d’unification avec la République fédérale d’Allemagne. Le 3 octobre, la RDA cessa d’exister et la Loi fondamentale de la République fédérale d'Allemagne entra en vigueur sur son territoire.